# Janette Khoury
Pour les articles homonymes, voir Khoury.
Janette Khoury, aussi appelée Janet Mikhail, née le 1er juin 1945 à Ramallah, est une femme politique palestinienne. Elle est la première femme élue maire de la ville Cisjordanienne de Ramallah.

## Biographie
Professeur de chimie et proviseur de lycée, elle est élue maire à 60 ans lors des élections municipales palestiniennes de 2005. Issue d'une famille chrétienne de Ramallah, elle se présente à la tête d'une liste indépendante « Ramallah pour tous », soutenue par le Front populaire de libération de la Palestine. La liste remporte 6 sièges sur les 15 du conseil municipal, le même nombre que la liste du Fatah de Mahmoud Abbas. Elle est ensuite élue maire, par 9 voix contre 6, grâce aux 3 voix de la liste du Hamas. 

## Sources
- (en) « Interview de Janette Khoury »
- (en) « reportage du Khaleej Times » (version du 27 septembre 2011 sur Internet Archive)
- AP, « Une femme élue maire de Ramallah avec le soutien du FPLP et du Hamas », 30 décembre 2005 (version du 31 octobre 2007 sur Internet Archive)
- « Une femme élue maire de Ramallah avec le soutien du FPLP et du Hamas », Associated Press,‎ 30 décembre 2005 (lire en ligne [archive du 31 octobre 2007])
- « Janet Mikhaïl, notre-dame de Ramallah », Jeune Afrique,‎ 15 septembre 2011 (lire en ligne)